# 岡山医科大学 (旧制)
| 岡山医科大学 （岡山医大） | 岡山医科大学 （岡山医大） |
| ------------------------- | ------------------------- |
| 創立                      | 1922年                    |
| 所在地                    | 岡山市                    |
| 初代学長                  | 藤田秀太郎                |
| 廃止                      | 1960年                    |
| 後身校                    | 岡山大学                  |
| 同窓会                    | 鶴翔会                    |

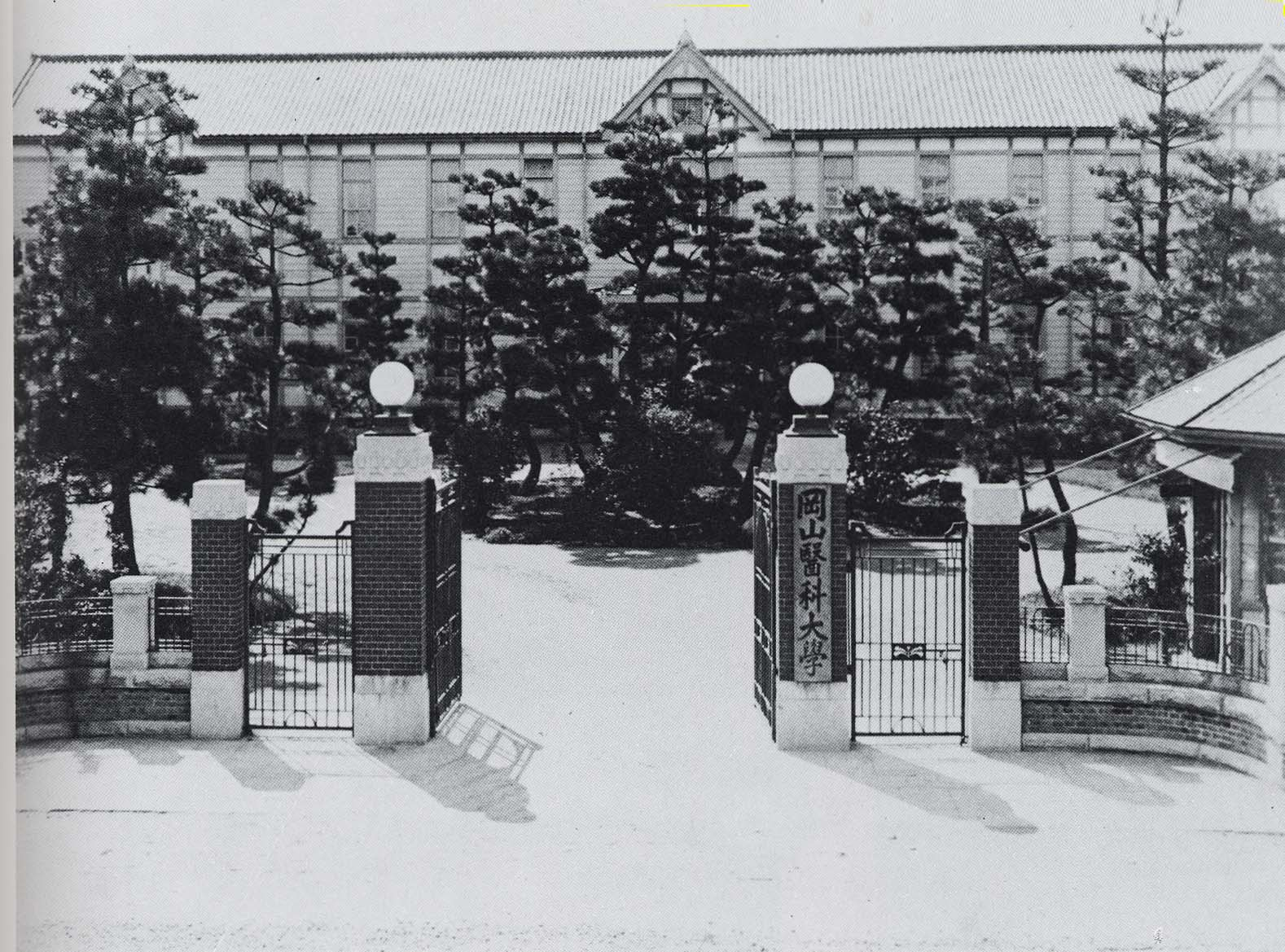
岡山医科大学正門

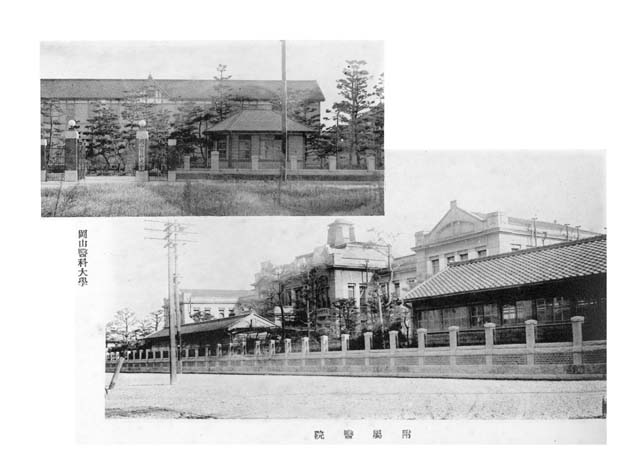
岡山医科大学（1926年（大正15年）5月）

旧制岡山医科大学 （きゅうせいおかやまいかだいがく） は、1922年 （大正11年）に設立された旧制官立大学。略称は岡山医大。
本項は、岡山県医学校・旧制第三高等学校医学部・旧制岡山医学専門学校（岡山医専）などの前身諸校を含めて記述する。

## 概要
岡山医科大学は、1870年4月に岡山藩が設立した岡山藩医学館が起源である。その後、岡山県医学校、第三高等中学校医学部、第三高等学校医学部、岡山医学専門学校を経て、1922年、岡山医科大学となった。学制改革により岡山大学の設立母体の一校となった。

## 沿革

### 年表
- 1870年（明治3年）4月 - 岡山藩が岡山市門田に岡山藩医学館を設立。6月、岡山藩医学館大病院を同所に併設。
- 1871年（明治4年） - 岡山市中之町に岡山藩医学館小病院を併設。
- 1872年（明治5年）1月 - 岡山藩医学所に改称。2月、岡山藩医学所・大病院を閉鎖。4月、岡山藩医学所を再興。7月、岡山藩大病院を岡山市中之町に移転し、小病院を併合。病院内に医学所を設置し、同時に岡山藩医学教場に改称。
- 1873年（明治6年） - 岡山市栄町に移転。
- 1880年（明治13年） - 医学教場が病院から独立し、岡山県医学校に改称。
- 1883年（明治16年）4月 - 岡山県医学校卒業者は、内務省の試験を受けることなく開業免許を授与されることとなる（東京大学医学部以外では、日本初）。8月、甲種医学校として允可され、西日本最大の医育機関となる。
- 1888年（明治21年） - 文部省告示第6号により、岡山県医学校を第三高等中学校医学部に改組・改称。
- 1894年（明治27年） - 第三高等学校医学部（旧制高等学校専門部）に改組。
- 1901年（明治34年） - 第三高等学校医学部が第三高等学校から分離し、岡山医学専門学校（旧制専門学校）へ転換。
- 1917年（大正6年） - 現在の岡山大学病院のある岡山市鹿田に移転。
- 1918年（大正7年） - 岡山県病院を文部省に移管し、岡山医学専門学校附属病院へ転換。
- 1922年（大正11年）3月31日 - 勅令第142号・第143号により、岡山医学専門学校を廃止し、岡山医科大学（旧制大学）に昇格。4月、岡山医学専門学校を岡山医科大学附属医学専門部として附置。岡山医学専門学校附属病院を岡山医科大学附属病院に名称変更。5月、附属医院産婆看護婦養成科を設置。
- 1924年（大正13年） - 岡山医科大学附属専門部を廃止。
- 1939年（昭和14年）5月 - 勅令第315号により、臨時附属医学専門部設置。7月、鳥取県三朝町に岡山医科大学三朝温泉療養所（現在の岡山大学病院三朝医療センター）を設置。
- 1943年（昭和18年） - 三朝温泉療養所を岡山医科大学放射能泉研究所に改称。
- 1944年（昭和19年） - 臨時附属医学専門部を岡山医科大学附属医学専門部に改称。
- 1945年（昭和20年） - 附属医院産婆看護婦養成科を岡山医科大学附属医院厚生女学部に改称。
- 1946年（昭和21年） - 附属医院厚生女学部に別科産婆科を設置。
- 1948年（昭和23年） - 香川県本島に岡山医科大学附属病院本島分院を設置。
- 1949年（昭和24年）5月 - 国立学校設置法により岡山医科大学は国立岡山大学医学部に包括される。12月、岡山医科大学附属医院厚生女学部を岡山大学岡山医科大学附属厚生女学部に改称。
- 1951年（昭和26年）3月 - 岡山医科大学放射能泉研究所を岡山大学温泉研究所に改称。4月、岡山大学岡山医科大学附属厚生女学部を岡山大学医学部看護学校に改称（後、岡山大学医療技術短期大学部に改組）。
- 1952年（昭和27年） - 法律第22号により、岡山医科大学附属医学専門部を廃止。
- 1960年（昭和35年） - 法律第16号により、岡山医科大学を廃止。

## 歴代学長
岡山医学専門学校長
- 菅之芳：1901年6月5日 - 1913年7月15日
- 筒井八百珠：1913年7月15日 - 1921年1月28日死去

## 校地の変遷と継承
1870年4月、岡山藩医学館が岡山市門田に設立された。1872年7月、岡山藩大病院を岡山市中之町に移転し、病院内に医学所を設置した。1873年、岡山市栄町に移転。その後、数回の改組・改称を経て岡山医学専門学校となり、1917年、現在地の岡山市北区鹿田に移転した。正門は、2007年5月15日、国の登録有形文化財に登録された。

## 著名な関係者・教員

### 卒業者
岡山県医学校
- 矢部辰三郎 - 海軍医学校校長。アメリカの細菌学書を翻訳（「ばくてりあ病理新説」）し、日本で最初に「免疫」という用語を使用した[2]。

第三高等中学校医学部
- 矢野恒太 - 1883年、岡山県医学校入学、4年生の時岡山医学会を結成。卒業後[3]、日本生命の保険医となる。1902年に第一生命保険を設立し、社長、会長に就任した。また「日本国勢図会」を刊行し、統計知識の普及に努めた。

第三高等学校医学部
- 秦佐八郎 - 岡山県立病院助手を経て、1898年、北里柴三郎の伝染病研究所に入所した。その後ドイツに留学し、パウル・エールリヒの下でスピロヘータに効く化学製剤の研究に励み、特効薬サルバルサン（エールリッヒ・秦606号）の合成に成功した。
- 岸一太

岡山医科大学
- 三木行治 - 卒業後、第一内科へ入局し、その後岡山簡易保険健康相談所に勤務した。1939年、保険院簡易保険局勤務となる。結核患者を救うために結核予防法を立案する。1951年、知事に初当選し、医療、福祉優先の行政に着手した。旭川荘の開設でも中心的役割を果たす。
- 川崎祐宣 - 川崎医科大学、川崎医科大学総合医療センターなどの創設者

### 教員
- 生田安宅 - 備前藩の侍医で、1870年の岡山藩医学館開設で教授に就任し、1875年、岡山県病院の初代院長に就任した。
- 上坂熊勝 - 第三高等学校医学部講師として来岡し、1901年、岡山医専解剖学教授に就任した。神経細胞群（神経核）を明らかにする研究の先駆者で、1913年で恩賜賞を受賞した。
- 桂田富士郎 - 石川県の金沢医学校（金沢大学医学部）を卒業後、帝大医科（東京大学医学部）で病理学を専攻した後、1890年から1911年まで第三高等中学校医学部講師、岡山医学専門学校教授として病理学を担当した。日本住血吸虫の発見で帝国学士院賞を受賞した。功績を讃え日本寄生虫学会に桂田賞が設けられている。
- 林道倫 - 1924年、岡山医科大学精神科教授に着任した。サルに日本脳炎を発症させることに世界で初めて成功し、脳炎ウイルス研究の道を開いた。広島県立医学専門学校発足に際し校長。その後1948年、文部省の研究班長に就任し、1949年、岡山大学初代学長に就任した。
- 清水多栄 - 1915年、京都大学医化学教室に入り、胆汁酸の研究を始める。ドイツ留学後、岡山医科大学教授に就任した。1936年、「胆汁酸の化学と生理」を出版。世界的レベルの研究成果と評価され、帝国学士院東宮御成婚記念賞を受賞した。1940年、岡山医科大学学長となり、後に二代目岡山大学長となった。
- 八木日出雄 - 1934年、岡山医科大学教授に就任。子宮がん手術の名医として知られる。1958年、三代目岡山大学長に就任した。岡山対癌協会長、川崎癌研究所所長なども歴任した。
- 荒木寅三郎

### 関係者
- 石井十次 - 宮崎県生まれ。1882年、岡山県医学校に入学。在学中の1887年、岡山市門田に日本孤児教育会（後の岡山孤児院）を設立し、1889年、孤児・貧児の救済に専念のため同校を退学した。岡山四聖人の一人の数えられている。

## 校史トピックス
岡山医科大学の前身であった岡山県医学校は、その教育に定評があり、1884年、同校を視察した文部省大臣森有礼は、関西第一の医学校であると絶賛した。同校での教育は非常に厳しく、入学するのは比較的容易であるが、卒業は難関で、『東の東大、西の岡山』と評されたぐらいであった。

## 学校史
- 岡山大学医学部創立百周年記念会『岡山大学医学部百年史』1972年。